# Forgács Károly
Forgács Károly (Eger, 1936. augusztus 8. - Eger, 1994. január 11.) magyar fotóművész.

## Családja
Szülei  Forgács István iskola igazgató-tanító és Nádaskay Anna tanítónő.
Novosel Évával kötött első házasságából (1963-1980) született 1964. június 20-án a fia, Forgács Sándor. Második felesége Bacskay Gabriella volt (1980-1994). A német állampolgárságot 1969. április 30-án kapta meg fiával együtt.

## Életpályája
Húsz éves korában, 1956-ban hagyta el Magyarországot. Hamarosan a németországi Würzburgban telepedett le, ahol egyetemi tanulmányait is végezte. Fotóstudóiját is itt alapította meg, „Budapress” néven 1958-ban. Elsősorban portréfotós volt; szabadidejében több tízezer km-t utazott, hogy fotózhassa a korszak híres politikusait, művészeit, tudósait és egyházi méltóságait. Életműve - a családi fotók nélkül - 655 témában 6844 negatívból illetve képből áll. 355 ábrázolt személyt/ témát sikerült azonosítani; ez 3797 negatívot/képet jelent.
Ő volt a 20. század utolsó „fejvadásza”.